# Переннипория
Переннипо́рия (лат. Perenniporia) — род грибов из семейства Полипоровые (Polyporaceae).

## Описание
- Плодовые тела у большинства видов многолетние.
- Шляпка гладкая, охристого или черноватого цвета. Гименофор трубчатый, окрашен в белые или кремовые тона.
- Мякоть деревянистая, белого или светло-охристого цвета. Гифы с пряжками.
- Споры декстриноидные или недекстриноидные, шаровидной, эллиптической или каплевидной формы, тонко- или толстостенные. Цистиды отсутствуют, гладкие[1].

## Экология
Представители рода — паразиты и сапротрофы, вызывают белую гниль.

## Таксономия

### Синонимы
- Physisporus Chevall., 1826
- Poria Pers., 1794, nom. illeg.
- Truncospora Pilát ex Pilát, 1953
- Vanderbylia D.A. Reid, 1973

### Виды
Род Переннипория включает около 60 видов.
- Perenniporia adnata Corner, 1989
- Perenniporia africana Ipulet & Ryvarden, 2005
- Perenniporia albocinnamomea Corner, 1989
- Perenniporia amylodextrinoidea Gilb. & Ryvarden, 1987
- Perenniporia aurantiaca (A. David & Rajchenb.) Decock & Ryvarden, 1999
- Perenniporia centrali-africana Decock & Mossebo, 2002
- Perenniporia compacta (Overh.) Ryvarden & Gilb., 1984
- Perenniporia cunninghamii Decock, P.K. Buchanan & Ryvarden, 2000
- Perenniporia decurrata Corner, 1989
- Perenniporia detritus (Berk.) Ryvarden, 1980
- Perenniporia dipterocarpicola T. Hatt. & S.S. Lee, 1999
- Perenniporia ellipsospora Ryvarden & Gilb., 1984
- Perenniporia ellisiana (F.W. Anderson) Gilb. & Ryvarden, 1985
- Perenniporia fergusii Gilb. & Ryvarden, 1987
- Perenniporia ferruginea Corner, 1989
- Perenniporia fraxinea (Bull.) Ryvarden, 1978 — Переннипория ясеневая
- Perenniporia fraxinophila (Peck) Ryvarden, 1972
- Perenniporia globispora Ipulet & Ryvarden, 2005
- Perenniporia gomezii Rajchenb. & J.E. Wright, 1982
- Perenniporia hexagonoides T. Hatt. & S.S. Lee, 1999
- Perenniporia inflexibilis (Berk.) Ryvarden, 1972
- Perenniporia isabellina (Pat.) Ryvarden, 1983
- Perenniporia maackiae (Bondartsev & Ljub.) Parmasto, 1995 — Переннипория Маака
- Perenniporia malvena (Lloyd) Ryvarden, 1989
- Perenniporia martii (Berk.) Ryvarden, 1972
- Perenniporia medulla-panis (Jacq.) Donk, 1967 — Переннипория хлебная
- Perenniporia meridionalis Decock & Stalpers, 2006
- Perenniporia minutissima (Yasuda) T. Hatt. & Ryvarden, 1994
- Perenniporia mundula (Wakef.) Ryvarden, 1972
- Perenniporia narymica (Pilát) Pouzar, 1984 — Переннипория нарымская
- Perenniporia ochroleuca (Berk.) Ryvarden, 1972 — Переннипория охряно-белая
- Perenniporia ohiensis (Berk.) Ryvarden, 1972 — Переннипория огайская
- Perenniporia oviformis G. Cunn. ex P.K. Buchanan & Ryvarden, 1988
- Perenniporia pauciskeletalis Rajchenb., 1988
- Perenniporia penangiana Corner, 1989
- Perenniporia phloiophila Gilb. & M. Blackw., 1984
- Perenniporia piperis (Rick) Rajchenb., 1987
- Perenniporia podocarpi P.K. Buchanan & Hood, 1992
- Perenniporia roseoisabellina (Pat. & Gaillard) Ryvarden, 1983
- Perenniporia rosmarini A. David & Malençon, 1979
- Perenniporia semistipitata (Lloyd) Gilb. & Ryvarden, 1987
- Perenniporia stipitata Ryvarden, 1987
- Perenniporia straminella (Bres.) Ryvarden, 1988
- Perenniporia subacida (Peck) Donk, 1967 — Переннипория кисловатая
- Perenniporia tenuis (Schwein.) Ryvarden, 1973 — Переннипория тонкая
- Perenniporia tepeitensis (Murrill) Ryvarden, 1985
- Perenniporia variegata Ryvarden & Gilb., 1984
- Perenniporia voeltzkowii (Henn.) Ryvarden, 1980